# Федоренко, Иван Сергеевич
Иван Сергеевич Федоренко ( 5 октября 1925 — 6 февраля 1945) — командир орудия 1137-го лёгкого артиллерийского полка 169-й лёгкой артиллерийской бригады 14-й артиллерийской дивизии прорыва 5-й ударной армии 1-го Белорусского фронта, сержант. Герой Советского Союза.

## Биография
Родился в селе Бобково ныне Рубцовского района Алтайского края в крестьянской семье. Окончил 5 классов сельской школы. Потом семья переехала в город Рубцовск, где отец работал машинистом на паровозе. С 1 сентября 1941 года по 11 февраля 1942 года учился в 6-м классе школы имени Пушкина в Рубцовске. 18 февраля 1942 года поступил на завод «Алтайсельмаш» помощником литейщика. Работал помощником вагранщика, вагранщиком, выпарщиком литья. В связи с принадлежностью завода к Народному Комиссариату миномётного вооружения и выпуском военной продукции Иван Федоренко 11 апреля 1942 года дал подписку о неразглашении государственной тайны.
10 июня 1942 года Федоренко И. С. осуждён народным судом 2-го участка Рубцовского района за отказ от работы 22 мая 1942 года по причине невыдачи ему спецодежды. На основании части 2 статьи 5 Указа Президиума Верховного Совета СССР от 26 июня 1940 года он был приговорён к исправительно-трудовым работам по месту работы сроком на 6 месяцев с вычетом из заработной платы 20 процентов в доход государства.
В 1943 году призван в ряды Красной Армии Рубцовским военным комиссариатом Алтайского края. В ноябре 1944 года вступил в ряды ВЛКСМ. На фронте с декабря 1944 года, служил в должности командира орудия 4-й батареи 1137-го лёгкого артиллерийского полка.
Приказом по 1137-му лап 1-го Белорусского фронта №: 1/н от: 19.01.1945 года красноармеец Федоренко-связист 2-й батареи 1-го дивизиона-награжден медалью «За отвагу» за восстановление связи во время артподготовки
Сержант Иван Федоренко особо отличился при форсировании реки Одер и удержании плацдарма у города Кюстрин. 5 февраля 1945 года при отражении десяти контратак пехоты и танков противника он из своего орудия сжёг четыре танка и уничтожил более десятка противников.
6 февраля 1945 года противники силами до батальона пехоты при поддержке двенадцати танков предприняли шесть контратак. Командир орудия Федоренко метким огнём подбил два танка и один бронетранспортёр. Несмотря на большие потери, враг продолжал наступление. Подпустив фашистов на расстояние до ста метров, сержант Федоренко И. С. огнём из автомата уничтожил двадцать солдат противника. Получив смертельное ранение, продолжал сражаться. Похоронен в населённом пункте Челин.
Указом Президиума Верховного Совета СССР от 31 мая 1945 года за образцовое выполнение боевых заданий командования и проявленные при этом мужество и героизм сержанту Федоренко Ивану Сергеевичу посмертно присвоено звание Героя Советского Союза.
Награждён орденом Ленина, медалями.

## Память
- Именем Федоренко названа улица в городе Рубцовск Алтайского края
- В сквере Комсомольской славы города Рубцовска установлен бюст героя